# Halleneuropameisterschaften im Bogenschießen 1996
Die 5. Halleneuropameisterschaften im Bogenschießen wurden vom 14. bis 18. Februar 1996 in der belgischen Stadt Mol ausgetragen. Erstmals wurden auch Medaillen in Disziplinen mit dem Compoundbogen vergeben.

## Ergebnisse

### Recurvebogen
| Disziplin         | Gold                                                          | Silber                                                        | Bronze                                                            |
| ----------------- | ------------------------------------------------------------- | ------------------------------------------------------------- | ----------------------------------------------------------------- |
| Männer Einzel     | Alessandro Rivolta                                            | Matteo Bisiani                                                | Pascal Pelletier                                                  |
| Frauen Einzel     | Natalia Valeeva                                               | Olena Sadownytscha                                            | Barbara Mensing                                                   |
| Männer Mannschaft | Schweden Göran Bjerendal Magnus Petersson Mikael Larsson      | Italien Matteo Bisiani Alessandro Rivolta Michele Frangilli   | Ukraine Stanislaw Zabrodzkij Ihor Parchomenko Dmytro Tarassow     |
| Frauen Mannschaft | BR Deutschland Barbara Mensing Cornelia Pfohl Astrid Hänschen | Ukraine Olena Sadownytscha Lina Herassymenko Natalija Bilucha | Russland Tatjana Plichina Natalija Bolotowa Magarita Galinowskaja |

### Compoundbogen
| Disziplin         | Gold                                                     | Silber                                                        | Bronze                                                 |
| ----------------- | -------------------------------------------------------- | ------------------------------------------------------------- | ------------------------------------------------------ |
| Männer Einzel     | Mario Ruele                                              | Markus Groß                                                   | Antonio Tosco                                          |
| Frauen Einzel     | Petra Ericsson                                           | Pernilla Svensson                                             | Susanne Kessler                                        |
| Männer Mannschaft | Italien Mario Ruele Antonio Tosco Giuseppe Agnello       | Frankreich Daniel Schneider Dominique Genet Stéphane Dardenne | Spanien José García José Ignacio Catalán Manel Rojas   |
| Frauen Mannschaft | Schweden Petra Ericsson Pernilla Svensson Ulrika Sjöwall | Frankreich Catherine Deburck Sophie Cordier Valérie Fabre     | Dänemark Mari Haajanen Susanne Kessler Lene Kristensen |

## Medaillenspiegel
| Platz  | Land           | Gold | Silber | Bronze | Gesamt |
| ------ | -------------- | ---- | ------ | ------ | ------ |
| 1      | Italien        | 3    | 2      | 1      | 6      |
| 2      | Schweden       | 3    | 1      | –      | 4      |
| 3      | BR Deutschland | 1    | 1      | 1      | 3      |
| 4      | Moldau         | 1    | –      | –      | 1      |
| 5      | Frankreich     | –    | 2      | 1      | 3      |
| 5      | Ukraine        | –    | 2      | 1      | 3      |
| 7      | Dänemark       | –    | –      | 2      | 2      |
| 8      | Russland       | –    | –      | 1      | 1      |
| 8      | Spanien        | –    | –      | 1      | 1      |
| Gesamt | Gesamt         | 8    | 8      | 8      | 24     |